# مسند وقوف

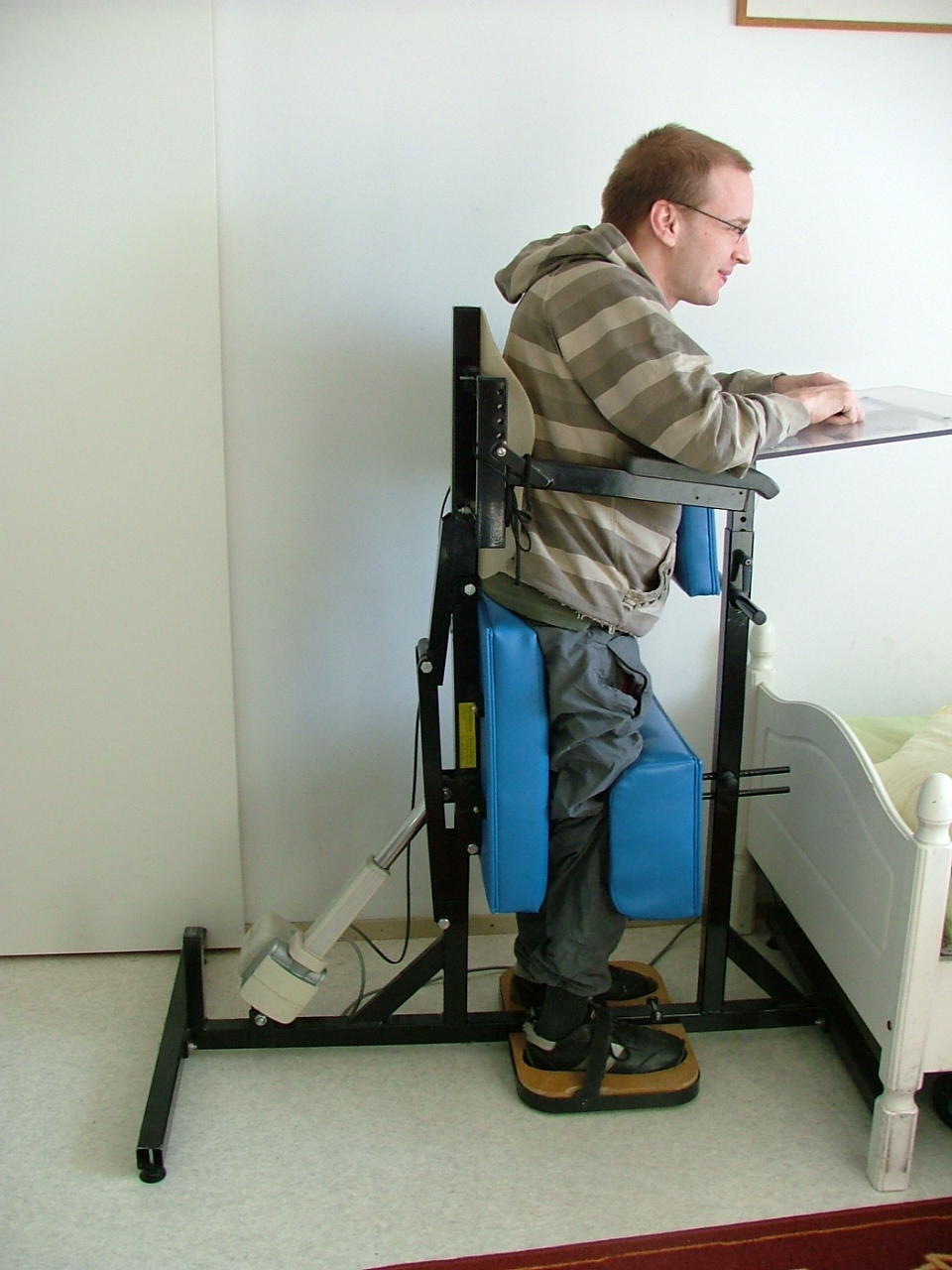
مسند وقوف

مسند وقوف (يعرف أيضا باسم مساعد وقوف، تقنية الوقوف، إطار وقوف) هي تكنولوجيا مساعدة يمكن أن يستخدمها الشخص الذي يعتمد على الكرسي المتحرك للتنقل. مسند الوقوف يوفر بديل لوضعية الجلوس في كرسي متحرك من خلال دعم وسند الشخص ليكون في وضعية وقوف.

## الأنواع والوظائف
- المسند الساكن (الثابت): يظل في مكان واحد، قد يملك في بعض الأحيان عجلات ولكنها ليست ذاتية الحركة.
- المسند المحمول (المتحرك): يمكن للمستخدم التحرك ذاتياً  إذا كان لديه القوة لدفع الكرسي المتحرك. بعض المساند مزودة بقوة (طاقة) آلية للحركة.
- المسند النشط: ينشئ حركة تبادلية للذراعين والساقين أثناء الوقوف.

## التشخيص و المستخدمين
المساند يستخدمها من لديه إعاقة متوسطة إلى شديدة مثل حالات إصابة الحبل الشوكي وإصابات الدماغ الرضية والشلل الدماغي وتشقق العمود الفقري والضمور العضلي ومرض التصلب المتعدد والسكتة الدماغية، متلازمة ريت ومتلازمة ما بعد شلل الأطفال.

## الأماكن الشائعة وتطبيقات الاستخدام
أجهزة المساند تستخدم في مجموعة متنوعة من الأماكن، منها:
- في المنزل وفي مكان العمل.
- مراكز التدخل المبكر.
- المدارس (فصول تربية خاصة).
- مستشفيات الأطفال ومراكز العلاج الطبيعي.
- مرافق إعادة التأهيل والمستشفيات.
- وحدات الرعاية المطولة  ودورالتمريض ومراكز المعيشة ذات المساعدة ودور العناية بالكبار ومستشفيات المحاربين القدامى.

## الحصول على مسند وقوف
الحصول (من خلال مساعدة حكومية أو التأمين الصحي) على مساند وأدوات المساعدة على الوقوف قابل للتحقيق في معظم البلدان المتقدمة ولكن عادة ما يتطلب سبب طبي و تصريح ضرورة طبية (وصفة طبية خاصة) مكتوبة من قبل المعالج الفيزيائي أوالطبيب الخاص.